# Orquestra Sinfônica da BBC
A Orquestra Sinfônica da BBC é a principal orquestra da British Broadcasting Corporation, mais conhecida como BBC e uma das mais conhecidas orquestras da Grã-Bretanha. Tem Jiří Bělohlávek como Maestro Chefe, David Robertson como Maestro Convidado Residente e Andrew Davis como Maestro Laureado.

## História
A orquestra foi fundada como uma organização profissional em 1930, com Adrian Boult como primeiro Maestro Chefe. Permaneceu no posto de maestro até 1950, quando Malcolm Sargent assumiu a posição (permanecendo até 1957). Outros maestros que passaram pela orquestra incluem Antal Doráti (1962-1966), Colin Davis (1967-1971), Pierre Boulez (1971-1975), Gennady Rozhdestvensky (1978-1981), Andew Davis (1989-2000) e Leonard Slatkin (2000-2004). Em 2005, o maestro tcheco Jiří Bělohlávek foi nomeado o décimo segundo Maestro Chefe da orquestra, tendo sido o Maetro Convidado Residente, antes. Ele assumiu o cargo oficialmente em 2006, com a primeira noite do The Proms, de 2006. Seu contrato como Maestro Chefe foi até a temporada de 2012.
Como maestros residentes, a orquestra teve notáveis maestros convidados, incluindo Arturo Toscanini, que fez inúmeras séries de gravações com a orquestra no Queen's Hall de 1937 a 1939. Alguns dos maestros convidados do passado, incluem Charles Mackerras (1977-1979), Michael Gielen (1978-1981), Günter Wand e Mark Elder (1982-1985), Peter Eötvös (1985-1988), Alexander Lazarev (1992-1995), Jiří Bělohlávek (1995-2000) e Jukka-Pekka Saraste (2002-2005). O atual Maestro Convidado Residente é o estadunidense David Robertson, ocupando o cargo desde outubro de 2005, tendo um contrato até 2011.
A orquestra foi formada no Queen's Hall, até ser fechada, em decorrêcia da Segunda Guerra Mundial, em setembro de 1939.

## Maestros Chefes
- Adrian Boult (1930–1950)
- Malcolm Sargent (1950–1957)
- Rudolf Schwarz (1957–1963)
- Antal Doráti (1962–1966)
- Colin Davis (1967–1971)
- Pierre Boulez (1971–1975)
- Rudolf Kempe (1976)
- Gennady Rozhdestvensky (1978–1981)
- John Pritchard (1982–1989)
- Andrew Davis (1989–2000)
- Leonard Slatkin (2000–2004)
- Jiří Bělohlávek (2006–2013)
- Sakari Oramo (2013 -)